# Macauische Eishockeynationalmannschaft
Die macauische Eishockeynationalmannschaft der Herren gehört zur Associação Geral de Desportos sobre o Gelo de Macau, dem Eissportverband von Macau. Aktueller Trainer ist Chen Zhipeng.

## Geschichte
Die macauische Eishockeynationalmannschaft nahm erstmals 2007 an einem offiziellen Turnier teil, als sie an den Winter-Asienspielen in Changchun, China, teilnahmen, wo sie den elften und somit letzten Platz belegten. Im folgenden Jahr wurde Macau mit einem sechsten Platz erneut Letzter beim neugegründeten IIHF Challenge Cup of Asia, an dem sie auch 2009 teilnahmen. Nachdem die Nationalauswahl in ihrer Vorrundengruppe mit drei Niederlagen und 1:24 Toren Letzter hinter den Mannschaften aus den Vereinigten Arabischen Emiraten, Hongkong und Singapur wurden, musste sie in die Platzierungsrunde um die Plätze fünf bis acht. Dort verlor sie zunächst mit 1:4 gegen die Mongolei, ehe Macau mit einem deutlichen 8:0-Erfolg über Turnierneuling Indien seinen ersten Sieg in einem offiziellen Länderspiel überhaupt erreichte. Ihre bisher höchste Niederlage kassierte die Mannschaft beim Challenge Cup of Asia 2015, als in der Top-Division, in der Macau erstmals antrat, eine 0:30-Niederlage gegen Gastgeber und Turniersieger Taiwan hingenommen werden musste.

## Platzierungen

### Winter-Asienspiele
- 2007 – 11. Platz
- 2011 – nicht teilgenommen
- 2017 – 14. Platz (4. Platz Division II)
- 2025 – 13. Platz

### IIHF Challenge Cup of Asia
- 2008 – 6. Platz
- 2009 – 7. Platz
- 2010 – 8. Platz
- 2011 – 5. Platz
- 2012 – 7. Platz
- 2013 – 8. Platz
- 2014 – 7. Platz (1. Platz Division I)
- 2015 – 5. Platz
- 2016 – 8. Platz (3. Platz Division I)
- 2017 – 9. Platz (4. Platz Division I)
- 2018 – 7. Platz (2. Platz Division I)
- 2019 – 6. Platz